# Ewing (Nebraska)
Ewing – wieś w Stanach Zjednoczonych, w stanie Nebraska, w hrabstwie Holt.